# Mitrofan z Woroneża
Mitrofan, imię świeckie Michaił (ur. 27 października?/6 listopada 1623 w okolicach Włodzimierza, zm. 12 listopada?/23 listopada 1703 w Woroneżu) – pierwszy prawosławny biskup Woroneża, święty Rosyjskiego Kościoła Prawosławnego.

## Życiorys
Był żonatym kapłanem prawosławnym, najprawdopodobniej miał co najmniej jednego syna Iwana. W wieku 40 lat jego żona zmarła, co skłoniło go do wstąpienia do monasteru Zaśnięcia Matki Bożej w Złotnikowie k. Suzdala i złożenia w nim wieczystych ślubów mniszych. Otrzymał wówczas imię Mitrofan. Surowość jego życia sprawiła, że trzy lata później wspólnota położonego w pobliżu Złotnikowa monasteru św. Kosmy Jachromskiego zwróciła się do przełożonego Mitrofana o pozwolenie mu na przejście do tegoż klasztoru w charakterze jego nowego przełożonego. Prośba ta została rozpatrzona pozytywnie; mnich Mitrofan został również podniesiony do godności ihumena, chociaż nie życzył sobie tego.
Ascetyczny tryb życia ihumena Mitrofana zwrócił na niego uwagę patriarchy moskiewskiego i całej Rusi Joachima, który przeniósł go do Monasteru Unżeńskiego, gdzie Mitrofan był przez siedem lat przełożonym, doprowadzając klasztor do rozkwitu. Monaster kilkakrotnie odwiedzał car Fiodor III Romanow, spotykając się w czasie swoich wizyt z jego przełożonym. W 1682, po erygowaniu eparchii woroneskiej, ten sam władca zarekomendował ihumena do godności jej pierwszego ordynariusza. 2 kwietnia 1682 miała miejsce jego uroczysta chirotonia, której przewodniczył patriarcha Joachim. 
Jako biskup woroneski Mitrofan szczególnie zaangażował się w walkę z ruchem staroobrzędowym na terenie swojej eparchii. Doprowadził również do wzniesienia w Woroneżu nowego soboru pod wezwaniem Zwiastowania Matki Bożej. Szczególny charakter miały relacje hierarchy z carem Piotrem I. Duchowny pobłogosławił rozbudowaną przez władcę flotę i wspierał finansowo jej rozwój, krytykował jednak cara za bezkrytyczne jego zdaniem przejmowanie obyczajów zachodnich, m.in. odmówił odwiedzenia Piotra w jego pałacu w Woroneżu, gdyż ten udekorował go posągami uznanymi przez biskupa za pogańskie.
Na krótko przed swoją śmiercią w 1703 biskup Mitrofan złożył śluby zakonne wielkiej schimy, otrzymując nowe imię zakonne Makary. Został pochowany we wzniesionym przez siebie soborze. Jego nieformalny kult pojawił się natychmiast po śmierci. Po 1820 pojawiły się pierwsze informacje o cudach, jakie miały dokonać się za sprawą modlitwy do Mitrofana. Biskup został ostatecznie kanonizowany 7 sierpnia 1832.

## Relikwie
Jego relikwie zostały otwarte w 1919 w czasie akcji otwarcia relikwii Rosyjskiego Kościoła Prawosławnego zorganizowanej przez bolszewików w celu skompromitowania prawosławnego kultu relikwii. Następnie stanowiły część ekspozycji muzeum religii i ateizmu zorganizowanego w cerkwi Opieki Matki Bożej w Woroneżu. W 1964 władze radzieckie zwróciły relikwie biskupowi woroneskiemu i lipieckiemu Włodzimierzowi, początkowo utrzymując ten fakt w tajemnicy i nie zezwalając na publiczny kult; do 1964 relikwie znajdowały się w domowej cerkwi biskupów woroneskich. W 1989 wystawiono je w soborze Opieki Matki Bożej w Woroneżu, a od 2003 wystawione są w odbudowanym soborze Zwiastowania w Woroneżu.